# Умехара Рюдзабуро
Умехара Рюдзабуро (яп. 梅原 龍三郎; *9 березня 1888 — 16 січня 1986) — японський художник XX століття у західному стилі.

## Життєпис
Походив з родини виробників і фарбувальником кімоно. Народився 1888 році в районі Шімоґьо міста Кіото. З дитинства долучився до створення кімоно (відповідно до дизайну) і створенню фарб. 1906 року залишив комерційну школу і розпочав своє художнє навчання в Дослідницькому інституті західного живопису Сьогоі. Тут навчався під орудою художника Асаї Тю. 1908 року їде до Парижа, де навчався в Академії Жуліана. Під враженням від картин П'єр-Огюст Ренуара він відвідав художника в Кані. Також на Умехара Рюдзабуро вплинуло творчість на Гогена, Матісса і Нольде. Загалом Умехара провів 5 років у Європі, відвідавши Італію та Іспанію.
Після повернення Умехара Рюдзабуро оселився в Токіо, де виставляв велику кількість картин, що створив під час перебування в Європі, якими вразили японських митців. 1914 році став одним із засновником Асоціації художників Нікакай, яку залишив у 1917 році.
У 1922 році став членом-засновником об'єднання художників Сун'йо-кай. У 1926 році він став одним з керівників кафедри західного живопису в Національному товаристві креативного живопису (з 1928 року називається Національним товариством живопису). 1929 році приїздить до Франції.
З 1939 до 1943 року під час японської окупації значної частини Китаю неодноразово відвідав Пекін та інші великі китайські міста під владою японських військ. У 1944 році художнику було присвоєно звання художника імператорського двору. У тому ж році він став викладачем в «Арт-коледжі Токіо», де викладав мистецтво протягом 8 років.
Після Другої світової війни він спростив свій стиль живопису. Крім того, є картини, особливо Канн, які були створені під час його неодноразових поїздок до Європи. У 1952 році отримав орден Культури і був призначений людиною особливих культурних заслуг. У 1956 році йому було присуджено премію Асахі.

## Творчість
Створював картини у французькому стилі, але поступово став окремі додавати японські техніки. Близько 1934 року почав експериментувати з сумішшю олійних фарб і мінеральних фарб, а також малювати в стилі поєднання традиційного японського і західного живопису. Ландшафти цього періоду включають «Сакурадзіма» (1935 рік), «Кірісіма» (1936 рік). Відомими є роботи «Заборонене місто в Пекіні» (1940 рік), «Осіннє небо над Пекіном» (1942 рік), «Оголена на бамбуковому вікні» (1935 рік). Також створив багато пейзажів із зображенням гір Фудзіяма і Асама. В останні роки застосовував переважно західноєвропейські техніки для відображення традиційних японських тем.